# Margrét Lára Viðarsdóttir
En aquest nom islandès, el darrer nom és un patronímic, no pas un cognom. La manera de referir-se a aquesta persona és pel nom de pila.
Margrét Lára Viðarsdóttir es una davantera de futbol amb 108 internacionalitats per Islàndia, amb la qual ha sigut quartfinalista de l'Eurocopa. És la màxima golejadora històrica de la selecció.
Ha sigut màxima golejadora a les lligues d'Islàndia i Suècia, i amb el Turbine Potsdam va alcançar les semifinals de la Lliga de Campions, que també ha jugat amb el Valur.

## Trajectòria
| Temporades             | Club                                                | Títols              | Selecció (fases finals)                              |
| ---------------------- | --------------------------------------------------- | ------------------- | ---------------------------------------------------- |
| 2001 - 2004            | IBV Vestmannaeyja                                   |                     |                                                      |
| 2005 - 2008 06/07      | Valur Reykjavík · FCR Duisburg                      | 3 Lligues, 1 Copa 0 |                                                      |
| 2009 2009 - 2015 11/12 | Linköpings FC · Kristianstads DFF · Turbine Potsdam | 0 1 Lliga           | Eurocopa 2009 (1ª fase) · Eurocopa 2013 (quarts) · 0 |
| 2016 - act.            | Valur Reykjavík                                     |                     |                                                      |